# 黑斑窗翅葉蟬
黑斑窗翅葉蟬（学名：Mileewa nigrimaculata）为葉蟬科窗翅葉蟬屬下的一个种。